# Semaine 6
D'après la norme ISO 8601, une semaine débute un lundi et s'achève un dimanche, et une semaine dépend d'une année lorsqu'elle place une majorité de ses sept jours dans l'année en question, soit au moins quatre. Dès lors, la semaine 6 est la semaine du sixième jeudi de l'année.  Ce faisant, elle suit la semaine 5 et précède la semaine 7 de la même année.
Elle commence au plus tôt le 2e jour du mois de février et au plus tard le 8e jour de ce même mois, une journée qu'elle contient systématiquement. En effet, elle se termine au plus tôt le 8 février et au plus tard le 14. Dans ce contexte, la semaine 6 est toujours la semaine du 8 février.

## Notations normalisées
La semaine 6 dans son ensemble est notée sous la forme W06 pour abréger.
| Jour de la semaine 6 | Notation |
| -------------------- | -------- |
| Lundi                | W06-1    |
| Mardi                | W06-2    |
| Mercredi             | W06-3    |
| Jeudi                | W06-4    |
| Vendredi             | W06-5    |
| Samedi               | W06-6    |
| Dimanche             | W06-7    |

## Cas de figure
| Cas | Le sixième jeudi de l'année tombe… | Le 1er janvier est… | L'année est une année… | La semaine 6 débute… | La semaine 6 s'achève… | Premier cas après 2008 |
| --- | ---------------------------------- | ------------------- | ---------------------- | -------------------- | ---------------------- | ---------------------- |
| 1   | Le 5 février                       | Un jeudi            | D ou DC                | Le lundi 2 février   | Le dimanche 8 février  | 2009                   |
| 2   | Le 6 février                       | Un mercredi         | E ou ED                | Le lundi 3 février   | Le dimanche 9 février  | 2014                   |
| 3   | Le 7 février                       | Un mardi            | F ou FE                | Le lundi 4 février   | Le dimanche 10 février | 2008                   |
| 4   | Le 8 février                       | Un lundi            | G ou GF                | Le lundi 5 février   | Le dimanche 11 février | 2018                   |
| 5   | Le 9 février                       | Un dimanche         | A ou AG                | Le lundi 6 février   | Le dimanche 12 février | 2012                   |
| 6   | Le 10 février                      | Un samedi           | B ou BA                | Le lundi 7 février   | Le dimanche 13 février | 2011                   |
| 7   | Le 11 février                      | Un vendredi         | C ou CB                | Le lundi 8 février   | Le dimanche 14 février | 2010                   |

1. 1 2 3  Dans ce cas précis, l'année compte une semaine 53.